# Val-d'Oise
Val-d'Oise är ett franskt departement. Det är uppkallat efter floden Oise. Departementet är beläget i regionen Île-de-France. Paris-Charles de Gaulle flygplats ligger delvis i Val-d'Oise. Huvudort är Cergy. 
Val-d'Oise skapades när de forna departementen Seine och Seine-et-Oise bröts upp i sex departement år 1968.